# Donald Cragen
Predložak:Infookvir lik u seriji Zakon i red
Kapetan Donald "Don" Cragen fiktivni lik iz serija Zakon i red (1990. – 1993.) i Zakon i red: Odjel za žrtve (1999. -), kojeg igra Dann Florek.

## UZakonu i redu
Nakon borbe u Vijetnamu Cragen je započeo karijeru detektiva u Odjelu za homocide za vrijeme 1960-ih s parterom Maxom Greeveyem postepeno se uspinjući do čina policijskog kapetana. Pošto je bio alkoholičar većinu vremena u ranoj karijeri, Cragen se odlučio otrijezniti (ostaviti alkohola) nakon što je u pijanom stanju uperio pištolj u taksista, kad je još bio detektiv. Nije popio više ni kapi do 1999., nakon smrti njegove žene, Marge, kontrolorku leta u avionskoj nesreći.
Cragena su 1991. ispitivali Unutarnji poslovi zbog korupcija. Tijekom istrage, da bi dokazao svoju nevinost, otkrio je da mu je sve to namjestio bivši kapetan i mentor, kojega je on raskrinkao i predao policiji. Od tada, pa i do danas, ima jako oštre odnose s policijskom birokracijom. Iste godine njegov partner i dugogodišnji prijatelj Maxwell Greevey je ubijen.

## IzvanZakona i reda
Cragen je iz Odjela za homocide otišao 1993., a zamijenila ga je Anita van Buren. Otišao je u Anti-korupcijski odjel. Cragen je 1998. pokušao zatvoriti mafijaškog Dona, Giancarla Uziellia za ubojstvo 15 ljudi kada je otkrio da je jedan policajac iz 27. ulice na njegovom spisku zaposlenih, no njegov bivši partner iz homocida Mike Logan, ometao je istragu Dona tako što je istraživao zasebno ubojstvo. Uz Loganovu pomoć, Cragen je otkrio identitet korumpiranog policajca: to je bio bivši detektiv, i njegov vjerni prijatelj Tony Profaci. 

## UOdjelu za žrtve
Cragen je 1999. otišao iz Anti-korupcijskog odjela u novi biro, „Odjel za žrtve“ koji istražuje seksualne zločine. Novi posao bio je način da se nosi s Marginom smrću. Cragen nastupa kao jedan strog, ali razumljiv, očinski tip detektivima koji rade u njegovom Odjelu, iako je na početku imao naviku da im prigovara zbog slabosti njihove istrage. Također je održao prijateljstvo s Loganom i detektivom Briscoeom, njegov bivši partner iz Homocida. Kada je Briscoe umro, Cragen mu je bio na sprovodu. U 9. sezoni Odjela za žrtve Cragen je privremeno premješten, a zamijenio ga je John Munch. Cragen se u Odjel vraća već na kraju iste epizode.

## Povijest rada
| Odjel          | Postaja | Viši detektiv                 | Niži detektiv                                                            | Narednik        |
| -------------- | ------- | ----------------------------- | ------------------------------------------------------------------------ | --------------- |
| Ubojstva       | 27.     |                               | Mike Logan                                                               | Maxwell Greevey |
| Ubojstva       | 27.     |                               | Mike Logan                                                               | Phil Cerreta    |
| Ubojstva       | 27.     | Lennie Briscoe                | Mike Logan                                                               |                 |
| Odjel za žrtve | 16.     | Elliot Stabler, Olivia Benson | Brian Cassidy, Monique Jeffries, Dani Beck, Chester Lake, Odafin Tutuola | John Munch      |